# 2 Pułk Saperów Kaniowskich

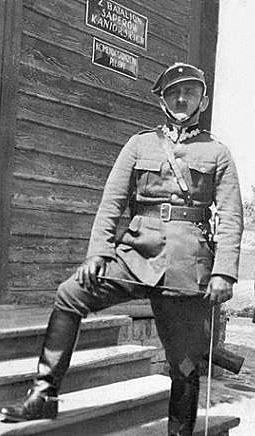
Mjr Leon Rutkowski-Koczur przed Komendą Garnizonu 2 Batalionu Saperów Kaniowskich w Puławach (1930)

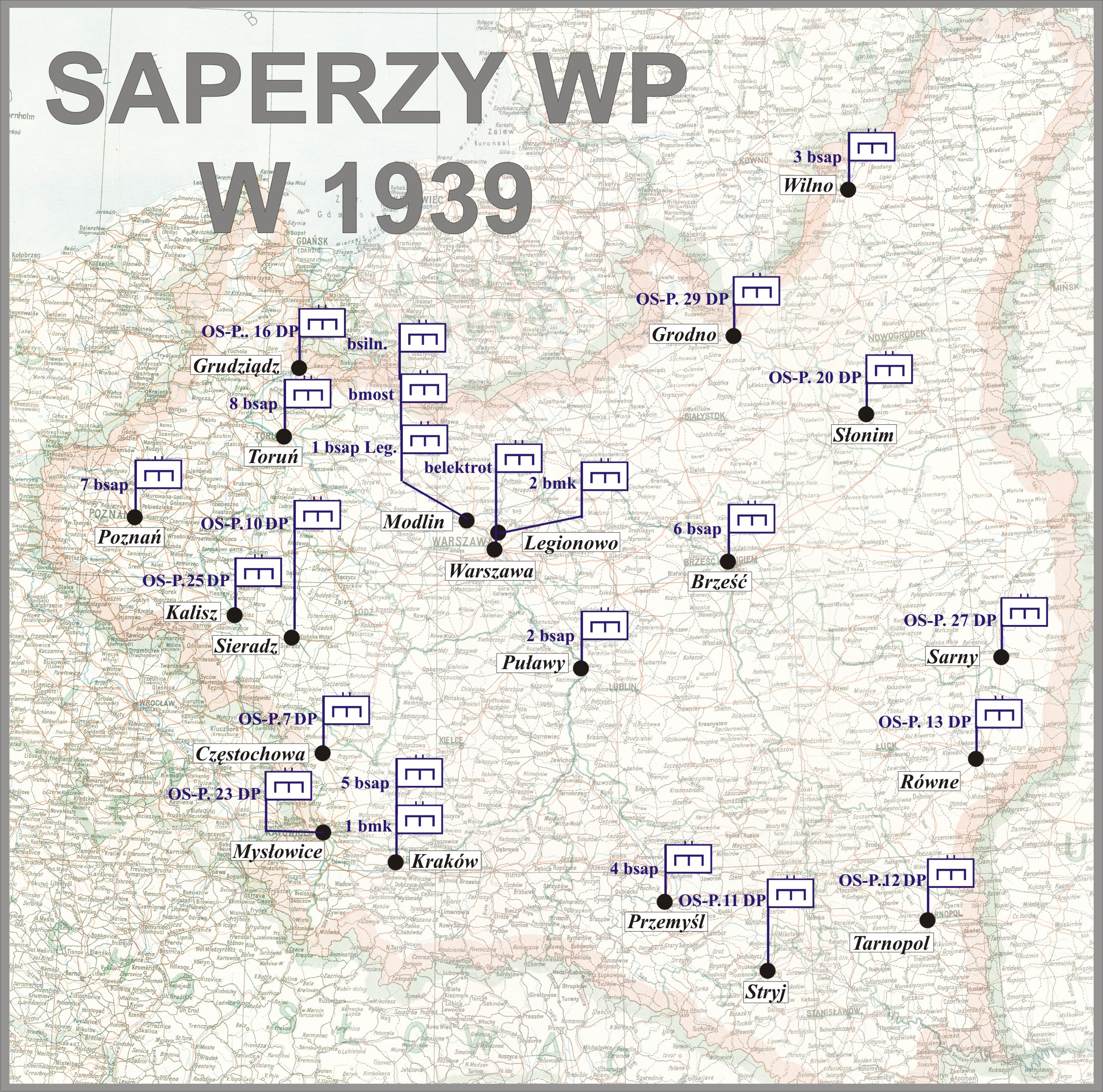
Jednostki saperskie WP w 1939

2 Pułk Saperów (2 psap) – oddział saperów Wojska Polskiego w II Rzeczypospolitej.
Pułk (batalion) był  jednostką wojskową istniejącą w okresie pokoju i spełniająca zadania mobilizacyjne wobec oddziałów i pododdziałów saperów.  Spełniał również zadania organizacyjne i szkoleniowe. Stacjonował w Puławach. W 1939, po zmobilizowaniu jednostek przewidzianych planem mobilizacyjnym, został rozwiązany.

## Historia pułku
Pułk sformowany został 22 sierpnia 1921 w garnizonie Puławy z połączenia III, XIII i XXVII batalionów saperów oraz II zapasowego batalionu saperów. Na bazie ostatniego pododdziału utworzona została kadra batalionu zapasowego 2 pułku saperów. Pułk podporządkowany był dowódcy Okręgu Korpusu Nr II, ale stacjonował na terenie Okręg Korpusu Nr I.
W styczniu 1925 został rozformowany XXVII bsap, a jego 1. kompania została włączona do XIII bsap. jako 3., natomiast 2. kompania włączona do III bsap jako 3.
W 1929 jednostka przeformowana została w 2 batalion saperów, który podporządkowano dowódcy 2 Brygady Saperów w Warszawie. Dowódcą batalionu został dotychczasowy dowódca pułku, ppłk Stanisław Magnuszewski. 12 marca 1934 batalion podporządkowano dowódcy 2 Brygady Saperów w Krakowie, a 19 grudnia tego roku dowódcy nowo utworzonej 2 Grupy Saperów.
Na podstawie rozkazu Departamentu Dowodzenia Ogólnego Ministerstwa Spraw Wojskowych L. 1010/mob. Sformowanie dowództw i jednostek saperów z 19 lipca 1939 roku 2 batalion Saperów Kaniowskich zmobilizował w terminie do 7 sierpnia 1939 roku sześć rezerwowych kompanii saperów:
- 121 i 122 dla SGO „Narew”,
- 124 i 125 dla Armii „Karpaty”,
- 126 i 127 dla Dowództwa Obrony Wybrzeża Morskiego[3].

Kompania nr 126 pod dowództwem por. rez. inż. Henryka Orleańskiego razem z kompanią nr 127 pod dowództwem kpt. rez. inż. Ludwika Paprockiego w nocy z 8 na 9 sierpnia 1939 roku przybyły do Gdyni). O świcie 9 sierpnia 1939 roku kompania nr 126 pomaszerowała do Dębogórza, a kompania nr 127 do Starego Obłuża. Dowódcami plutonów w kompanii nr 127 byli porucznicy rezerwy: inż. Marian Kamiński i Jan Żelewski. Obie kompanie do 19 września 1939 roku walczyły w obronie Kępy Oksywskiej).
Na podstawie rozkazu z 12 sierpnia 1939 roku 2 batalion Saperów Kaniowskich został przeformowany z dniem 20 sierpnia 1939 roku w 2 pułk Saperów Kaniowskich.

## Mobilizacja 2 pułku saperów w 1939
w mobilizacji alarmowej:
- 2 kompania przeciwlotniczych karabinów maszynowych typ b nr 17 – mobilizowała się bez dwóch plutonów, na wyposażeniu miała km wz. 08
- zmotoryzowany batalion saperów dla Brygady Pancerno – Motorowej,
- baon saperów typ II b nr 26,
- baon saperów typ II b nr 28,
- baon saperów typ I nr 81 armijny bsap dla Armii „Prusy”,
- pluton mostowy 4 – tonowy nr 81,
- kompania parku saperskiego nr 14,
- pluton parkowy saperów nr 14,
- lekka kolumna pontonowa typ I nr 121,

w I rzucie mobilizacji powszechnej:
- baon saperów typ II b nr 2,
- baon saperów typ II b nr 3,
- rezerwowa kompania saperów nr 123,
- pluton parkowy saperów nr 15,
- pluton parkowy saperów nr 16,
- lekka kolumna pontonowa typ I nr 122,
- lekka kolumna pontonowa typ II nr 123,

w II rzucie mobilizacji powszechnej:
- kompania marszowa saperów – nr 21,
- kompania marszowa saperów – nr 22,
- Ośrodek Zapasowy Saperów nr 2 – w skład ośrodka wchodziły: dowództwo, kompania gospodarcza, 4 kompanie saperskie, kompania specjalistów, park ośrodka.

## Puławscy saperzy
Dowódcy pułku i batalionu
- ppłk Artur Włodzimierz Górski (1921 – 1922)
- ppłk sap. Gustaw Leonard Herman Stankiewicz (do 2 VIII 1924[10])
- ppłk Józef Kosobudzki (p.o. 1924)
- ppłk sap. Tadeusz Kossakowski (1924 – XII 1925 → zastępca kierownika Głównych Zakładów Inżynierii i Saperów[11])
- ppłk sap. Adolf Kolarczyk (XII 1925[12] – IX 1926[13])
- ppłk sap. Stanisław Magnuszewski (IX 1926 – XII 1931[14])
- mjr sap. Bolesław Siwiec (1934[15] – 1936)
- ppłk sap. Ludwik Aleksander Turulski (1938 – 9 IX 1939)

Zastępcy dowódcy pułku i batalionu (od 1938 roku – I zastępca dowódcy batalionu)
- ppłk sap. Józef Kossobudzki (1924)
- mjr sap. Stanisław Arczyński (do 1927)
- mjr sap. Eustachy Gorczyński (XII 1929[16] – IX 1930[17])
- mjr sap. Tadeusz Bisztyga (III 1931)[18]
- mjr sap. Stanisław Wacław Szczepański (od VI 1933[19])
- mjr dypl. sap. Stanisław Biega (1937 – 1939)
- kpt. / mjr sap. Mieczysław Szymanowski (II z-ca d-cy/kwatermistrz – 1936 – 9 IX 1939)

### Organizacja i obsada personalna w 1939
Organizacja pokojowa i obsada personalna batalionu w marcu 1939
- dowódca batalionu – ppłk Ludwik Turulski
- I zastępca dowódcy batalionu – mjr dypl. Stanisław Biega
- p.o. oficera sztabowego ds. wyszkolenia – ppor. Wiesław Antoni Wybraniec
- adiutant – por. Henryk Wolski
- lekarz medycyny – mjr lek. dr Jan Faustyn Paciorek
- II zastępca dowódcy (kwatermistrz) – mjr Mieczysław Szymanowski
- oficer mobilizacyjny – por. Kazimierz Witold Leontowicz
- zastępca oficera mobilizacyjnego – por. Roman Zwoniczek
- oficer administracyjno-materiałowy – kpt. Władysław Gniewiński
- oficer gospodarczy – kpt. int. Wacław Marian Franciszek Nieczykowski
- dowódca kompanii gospodarczej – por. Makary  Feltynowski
- oficer żywnościowy – ppor. Jerzy Siegenfeld
- komendant parku – kpt. Emil Tokar
- zastępca komendanta – ppor. rez. pdsc. Wacław Mączka
- dowódca plutonu łączności – por. Józef Stanisław Tomczak
- dowódca plutonu przeciwgazowego – vacat
- dowódca kompanii szkolnej – mjr dypl. Władysław Płóciennik
- dowódca plutonu  – ppor. Bogumił Jan Karaszewski
- dowódca plutonu  – ppor. Marian Lenarczyk
- dowódca plutonu  – ppor. Zygmunt Wacław Tuszyński
- dowódca 1 kompanii – por. Zbigniew Bielawski
- dowódca plutonu  – ppor. Rolla Stefan
- dowódca 2 kompanii – kpt. Władysław Henryk Tyszkiewicz
- dowódca plutonu  – ppor. Józef Borysiewicz
- dowódca 3 kompanii – por. Rufin Vieweger
- dowódca plutonu  – ppor. Jerzy Wywioł
- dowódca 4 kompanii  – por. Leon Brunon Paweł Kowalski
- dowódca plutonu  – ppor. Egon Adolf Jahn
- dowódca plutonu  – ppor. Andrzej Szlagier
- dowódca  5 kompanii  – kpt. Grzegorz Bożydar Gadzaliński
- dowódca plutonu  – ppor. Franciszek Kupka
- dowódca plutonu  – ppor. rez. pdsc. Józef Proczka

Oddelegowani na kurs:
- ppor. Stanisław Marek Certowicz
- ppor. Aleksander Rosiński
- ppor. Stefan Strzałkowski

### Żołnierze batalionu – ofiary zbrodni katyńskiej
Biogramy zamordowanych znajdują się na stronie internetowej Muzeum Katyńskiego
| Nazwisko i imię            | stopień              | zawód               | miejsce pracy przed mobilizacją   | zamordowany |
| -------------------------- | -------------------- | ------------------- | --------------------------------- | ----------- |
| Augustyniak Tadeusz        | podporucznik rezerwy | technik             |                                   | Katyń       |
| Brzezicki Mikołaj          | porucznik rezerwy    | urzędnik            |                                   | Katyń       |
| Dorobczyński Lucjusz       | podporucznik rezerwy | technik kolejnictwa | warsztaty PKP Skarżysko Kam.      | Katyń       |
| Grzywacz Jan               | podporucznik rezerwy | ekonomista          |                                   | Katyń       |
| Jakubik Eugeniusz          | podporucznik rezerwy | technik drogowy     |                                   | Katyń       |
| Konecki Bolesław           | porucznik rezerwy    | inżynier            |                                   | Katyń       |
| Lesisz Edward              | porucznik rezerwy    |                     |                                   | Katyń       |
| Mańkowski Leon             | podporucznik rezerwy | inżynier rolnik     |                                   | Katyń       |
| Nieczykowski Wacław        | kapitan              | żołnierz zawodowy   |                                   | Katyń       |
| Niwiński Józef             | podporucznik rezerwy | inżynier            | kamieniołomy w Janowej Dolinie    | Katyń       |
| Peisker Ryszard            | porucznik            | żołnierz zawodowy   |                                   | Katyń       |
| Piotrowski Tadeusz         | podporucznik rezerwy | inżynier            |                                   | Katyń       |
| Rykowski Tadeusz           | porucznik rezerwy    | technik budowlany   |                                   | Katyń       |
| Skibiński Marian           | podporucznik rezerwy | inżynier            |                                   | Katyń       |
| Stępniak Włodzimierz       | podporucznik rezerwy |                     | administracja państw. w Warszawie | Katyń       |
| Sułek Bronisław            | podporucznik rezerwy | urzędnik            | Urząd Skarbowy w Zamościu         | Katyń       |
| Klimowicz Olgierd          | porucznik rezerwy    | inżynier mechanik   | Fabryka Amunicji w Skarżysku      | Charków     |
| Korzeniowski Bolesław      | kapitan rezerwy      | nauczyciel          |                                   | Charków     |
| Krusiewicz Jan             | porucznik rezerwy    | inżynier geodeta    |                                   | Charków     |
| Krygler Eugeniusz          | podporucznik rezerwy | urzędnik            |                                   | Charków     |
| Majewski Franciszek        | podporucznik rezerwy | urzędnik            |                                   | Charków     |
| Szulc Zdzisław             | podporucznik rezerwy |                     |                                   | Charków     |
| Wicherkiewicz Wacław       | major w st. sp.      | żołnierz zawodowy   |                                   | Charków     |
| Grzymała-Tarnogórski Roman | kapitan rezerwy      | geodeta             | Urząd Ziemski w Łucku             | Kalinin     |

## Symbole pułku

### Sztandar
Pierwszy sztandar 2 pułk Saperów Kaniowskich (2 pułku inżynieryjnego), został zniszczony przez samych żołnierzy 2 pułku inżynieryjnego w obliczu klęski pod Kaniowem w 1918 i rozdany żołnierzom tego pułku na przechowanie. Nowy sztandar (wskrzeszony z zebranych fragmentów sztandaru 2 pułku inżynieryjnego) został wręczony w 8 listopada 1921 przez Naczelnika Państwa marszałka Piłsudskiego w Warszawskich Łazienkach na ręce dowódcy pułku mjr. Artura Górskiego. Sztandar wykonany został zgodnie z przepisami z 1919 roku. Na stronie głównej w rogach płatu umieszczono w wieńcach laurowych emblemat saperów (kilof, topór, łopata i granat) oraz inicjał K i cyfrę 2. Na stronie odwrotnej znajduje się pośrodku płata napis: Honor i Ojczyzna, w rogach natomiast: Kaniów 11.5.18, Szampania 19.7.18, Lwów 12.2.19 oraz Warszawa 18.8.20.
|  |  |  |

Po klęsce wrześniowej sztandar przekazano we Francji formującemu się 2 Kaniowskiemu batalion saperów. Na ten sztandar żołnierze batalionu  złożyli przysięgę w Angers 30 marca 1940 roku. Po internowaniu 2 Dywizji Strzelców Pieszych w Szwajcarii, sztandar 2 Kaniowskiego batalionu saperów był najcenniejszym eksponatem spośród zbiorów dywizji zdeponowanych w Muzeum Polskim w Raperswillu.
Obecnie sztandar jest przechowywany w Muzeum Wojska Polskiego w Warszawie.

### Odznaka pamiątkowa
14 lutego 1929 roku Minister Spraw Wojskowych marszałek Polski Józef Piłsudski zatwierdził wzór i regulamin odznaki pamiątkowej 2 pułku saperów.
Odznakę o wymiarach 40x40 mm ma kształt krzyża maltańskiego, srebrnego, pokrytego białą emalią. W centrum krzyża znajduje się miniatura „Krzyża Kaniowskiego”. Odznaka oficerska, dwuczęściowa, wykonana w srebrze i emaliowana, mocowana dwoma nitami. Rewers gładki z numerem nadania. Wykonawcą odznaki był Stanisław Lipczyński z Warszawy.